# 徐佑典
徐佑典（1971年—），臺灣省嘉義人，中華民國外交官、政府官員。擁有國立政治大學外交學系學士與外交研究所碩士學位，曾任外交部北美司政治事務科長、駐美國臺北經濟文化代表處國會組副組長與政治組副組長、外交部北美司副司長、駐波士頓臺北經濟文化辦事處總領事銜處長、外交部北美司長等職務，現任駐澳大利亞臺北經濟文化辦事處大使銜代表。

## 職業生涯

### 外交部北美司副司長
2016年12月，徐佑典對於美國總統當選人川普受訪時質疑美國「一个中国」政策必要性，以及白宮發言人厄尼思特事後回應「台灣是美國緊密夥伴，若把台灣當籌碼，難以符合美國與台灣的利益」一事，表示外交部基本上贊同白宮說法，也樂見白宮如此回應，「對於美國『一個中國』政策，我們大概強調，它有把《臺灣關係法》、六項保證的元素放在裡面。」徐佑典亦指出，總統蔡英文曾提到，台灣不預期美國政策會有什麼改變，目前雖然有這麼多言論、文章討論川普的談話，但這畢竟都還是假設性的，「我們可能會注意，但是我們不會太驚慌。」
2017年1月，美國總統當選人川普在受訪時被問及中華民國總統蔡英文訪問邦交國前後過境美國期間是否可能進行會面，川普僅答覆「到時候就知道」（We will see）。徐佑典表示「這句話是川普先生說的，我方無法代替渠解釋這句話的意涵；惟蔡總統此行純粹係過境美國，期間只做過境該做的事情。」至於前行政院長游錫堃率領代表團參加川普的就職典禮，期間是否將與川普陣營會面，徐佑典則表示「代表團此行旨在參加川普就職典禮，屆時將按照慣例安排與當地智庫學者、國會議員與僑界人士會晤。」
2017年4月，駐美國代表處將雙橡園庭院中的中華民國國徽花圃造景剷除、建築物裡的歷任大使照片消失，引起關注。徐佑典回應，駐美國代表就是雙橡園的主人，對雙橡園的管理與維護完全是代表處的權責，雙橡園主人有權設計改變，不會就這些改變徵詢外交部的意見，而此次是「雙橡園配合80週年的活動，另外還設了攝影展、雕塑展等，為了整體園區設計而將原本的花圃全面栽種花朵，可惜的是大家都往政治方向詮釋。」至於展覽結束後是否恢復原來的國徽樣貌，雙橡園還未向外交部透露。
2017年5月，台灣對日本機構從「亞東關係協會」正名為「臺灣日本關係協會」，至於台灣對美國機構的「北美事務協調委員會」是否也正名，徐佑典表示，曾與美國官員「口頭交換意見」，「他們並沒有表示反對，也沒有表示贊成」。
2017年12月，美國國務卿提勒森在演討會中表示將尋找美中關係新定義，其中僅提到「基於《三個公報》中的一中政策下發展」，以往常說的《台灣關係法》卻未被提及，徐佑典回應，美國行政部門強調，對台政策是一貫沒改變。也許公開發言沒有把所有元素一次講到，但提勒森年初時也有闡述《台灣關係法》與對台六項保證。
2018年3月，美國總統川普簽署《台灣旅行法》，該法案鼓勵台美高層互訪，徐佑典對於未來美國官員是否可能訪台，表示目前沒有接獲特定官員訪台的通知，個人而言，認為「層級當然是越高越好」，但還是要看行程安排，而且該法案並沒有法律拘束力。

### 駐波士頓處長
2018年3月，外交部為落實駐外人員年輕化，有3名50歲以下的外交官調派美國擔任處長，包括駐波士頓辦事處長徐佑典、駐芝加哥辦事處長黃鈞耀、駐邁阿密辦事處長錢冠州等人。時年46歲的徐佑典是駐波士頓辦事處第2年輕的處長，僅次於前處長李大維的43歲。
2019年1月，有「口譯哥」之稱的趙怡翔被外交部派任駐美國代表處擔任政治組長，引起特權酬庸爭議。徐佑典以「Douglas Hsu」的署名在趙怡翔替自己澄清的Facebook發文下留言，肯定其此前在外交事務上的溝通、協調角色。而徐佑典據傳也曾是政治組長的熱門人選。
2019年4月，徐佑典出席马萨诸塞州议会舉辦的《台灣關係法》立法40週年茶會，多位重要州參眾議員出席致賀，州長與副州長也聯合頒發賀詞。